# Utuegal
Utuegal (Uthuegal) foi o primeiro rei da Suméria e da Acádia, em Uruque, reinou no período que se estendeu entre 2116 a.C. e 2110 a.C. Foi sucedido no trono pelo rei Ur-Namu, o primeiro que foi rei da Suméria e da Acádia em Ur.